# Alajärvi centraltätort
Alajärvi centraltätort (finska: Alajärven keskustaajama) är en tätort (finska: taajama) och centralort i Alajärvi stad (kommun) i landskapet Södra Österbotten i Finland. Vid tätortsavgränsningen den 31 december 2021 hade Alajärvi centraltätort 4 977 invånare och omfattade en landareal av 24,90 kvadratkilometer.